# Jag går nu
Jag går nu är Melissa Horns femte studioalbum.  Det släpptes 27 november 2015 på Sony Music. Albumet är producerat av Jerker Odelholm. Första singeln, "Du går nu", släpptes den 9 oktober, och den andra, "Jag har gjort det igen", den 20 november.  

## Låtlista
Alla låtarna är skrivna av Melissa Horn.
1. "Jag har gjort det igen"
2. "I mörkret långt ifrån varann"
3. "Du går nu"
4. "De två årstiderna"
5. "Där går mitt liv"
6. "Livet ropade"
7. "Efter jul" (co-writer Natanael Horn)
8. "En helt vanlig dag"
9. "Jag gör aldrig om det här"